# 価値ある男
『価値ある男』（かちあるおとこ、Ánimas Trujano (El hombre importante))は、1961年（昭和36年）制作のメキシコの映画である。監督はイスマエル・ロドリゲス。この映画は、主人公のメキシコ人を日本人が演じるという奇抜なアイデアであるにもかかわらず、1962年開催のアカデミー賞に外国語映画部門でノミネート、同年開催のゴールデングローブ賞に外国語映画部門でシルバーグローブを受賞、また1961年の第5回サンフランシスコ国際映画祭でベスト・フィルム部門でゴールデン・ゲート・アワードを受賞した。また、主演の三船敏郎は1961年に『価値ある男』と『用心棒』と併せて第12回ブルーリボン賞で主演男優賞を受賞し、また日本映画記者会賞最優秀男優賞受賞。栄誉あるボルビ伯爵杯も贈られた。
2009年10月15日にメキシコ大使館で上映された。日本では2020年にDVD化された。

## 概要
「大砂塵の女」のイスマエル・ロドリゲスが製作・監督を担当している。ロハリオ・バルリガ・リバスの原作をイスマエル・ロドリゲスとビセンテ・オローナが脚色している。撮影はガブリエル・フィゲロア。音楽を受けもっているのはラウル・ラヴィスタ。出演しているのは三船敏郎のほかコルンバ・ドミンゲス、フロール・シルベストレなど。

## あらすじ
舞台はメキシコ・オアハカ州の小さな村。アニマス・トルハーノ（三船敏郎）は貧しい農夫。働き者の女房（C・ドミンゲス）に4～5人の子供の世話と畑を任せっきり、自分は酒と博打の日々を送る。年に一度の村祭りを取り仕切るマヨルドーモに選ばれるのがこの男の宿願だが、それには、財力はもちろん人望だって欠かせない。
アニマスは金を得ようとするが、神頼みがモットーで、女房の残した銀貨を片手に小博打にうつつを抜かす酒びたりの怠け者には、とうてい運は廻ってこなかった。女房の哀願に耳を貸し、珍しく製酒工場で働くアニマスだったが、工場主の息子が自分の娘に手を付けたのを見て、たちまち鍬を持ち出して大立ち回り。町の留置場に送られる。そこでも出獄する受刑者が磁石を拝んでいたら運が向いてきたというのに騙され、磁石と自分の毛布を交換。今まで拝んでいたマリア像を引き吊り降ろして、磁石を拝むアニマスであった。一方、アニマス一家はけなげに働いて金を稼ぐ。しかしその金も、出所したアニマスが持っていってしまう。
たまに金を掴むことがあっても、その金は博打か、娼婦カテリーナに巻き上げられるかであった。遂に悪魔に魂を売ったと宣言して、怪しげな黒魔術の儀式を始めるアニマスだったが、結果は飼っていた鶏を騙し取られただけであった。女房の苦労は絶えない。
アニマスの娘がつくった赤子を引き取りにやってきた工場主が、慰謝料を受け取れと言ってきた。一生かかっても拝めない大金である。その金でマヨルドーモになろうとするアニマス。司祭は肩書によってアニマスが成長するかどうか変化を見たいと、彼をマヨルドーモに選ぶ。
祭りの日、着飾ったアニマス一家が誇らしく町を歩く。しかし金持ちに孫を売りつけて、マヨルドーモになったと人々は彼を嘲笑するのだった。ショックを受けるアニマス。そしてアニマスの金目当てに再び近づいてきたカテリーナをアニマスの女房が刺してしまう。アニマスはようやく自分の愚かさに気づいて、女房の代わりに警察に自首するのだった。

## キャスト（役名）
Toshiro Mifune　三船敏郎 -　アニマス·トルハーノ（Ánimas Trujano）
飲んだくれの貧しい農夫。
Columba Dominguez　コルンバ・ドミンゲス - フアナ（アニマスの妻）（Juana (Su mujer)）
Flor Silvestre　フロール・シルベストレ - カタリナ（Catarina）
Titina Romay　ティティナ・ロマイ - ドロテア（Dorotea）
Pepito Romay　ペピト・ロマイ - ペドロちゃん　（Pedrito）
Anita Rodriguez アニタ·ロドリゲス - デシデリア（Desideria）
Dulce Maria Rodriguez ドゥルセ・マリア・ロドリゲス - ニセフォリタ（Niceforita）
Amado Zumaya アマド・ズマヤ - 相棒（Compadre）
Magda Monzon マグダ・モンゾン - 女相棒（Comadre）
Eduardo Fajardo　エドゥアルド・ファハルド - イニーゴ氏（Don Iñigo）
Juan Carlos Pulids フアン・カルロス・プリーッツ - ベラルミーノ（Belarmino）
Jaime Jimenez Pons ハイメ・ヒメネス・ポンス - カリゾ（Carrizo）
Jose Chavez Trowe ホセ・チャベス・トロウェ - 魔術師（Brujo）
Antonio Aguilar　アントニオ・アギラル - タデオ（Tadeo）

## エピソード
- 三船はスペイン語の台詞を全部覚えて撮影に臨んだが[3]、ネイティブによる吹き替えが使われた。
- 三船がメキシコのダンスを踊るシーンがある。

## 主な受賞歴
- 1961年第12回ブルーリボン賞主演男優賞受賞
- 1961年日本映画記者会賞最優秀男優賞受賞
- 1961年第34回アカデミー賞外国語映賞画ノミネート[1]
- 1961年ゴールデングローブ賞外国語映画部門シルバーグローブ受賞
- 1961年第5回サンフランシスコ国際映画祭ベスト・フィルム部門ゴールデン・ゲート・アワード受賞